# Capitania de São Paulo i Mines d'Or
La Capitania de São Paulo i Mines d'Or (en portuguès, São Paulo e Minas de Ouro) va ser una divisió administrativa del Brasil colonial, vigent entre 1709 i 1720.

## Història
Als segles xvi i xvii, el centre del poder colonial es trobava principalment al litoral nord-est del Brasil. Les incursions dels bandeirantes cap a l'interior del continent van comportar que, a finals del xvii, s'hi descobrís or. L'arribada massiva de colons a començaments del segle xviii van causar greus conflictes entre la població de les capitanies i els nouvinguts, anomenats emboabas, que van desembocar en la Guerra dels Emboabas (1707-1709). La corona portuguesa va resoldre-ho adquirint la Capitania de São Vicente al Marquès de Cascais i fusionant-la amb la Capitania de Paranaguá (creada inicialment sota el nom de Capitania de Santana), refundades en la nova capitania de São Paulo i Mines d'Or.
El territori de la nova capitania ocuparia aproximadament el que avui són els estats de Santa Catarina, Paraná, São Paulo, Minas Gerais, Goiás, Tocantins, Mato Grosso do Sul, Mato Grosso i Rondônia. Durant la seva curta vida, van ser creats municipis importants com Vila Rica, Sabará (ambdós el 1711), São João del-Rei (1713), Serro (1714) i São José del-Rei (1718).
El juny de 1720 va esclatar la Revolta de Filipe dos Santos a Vila Rica, una protesta civil contra les pràctiques abusives exercides per la corona, establint monopolis i cobrant alts tributs. La corona va suprimir ràpidament la rebel·lió, però va fer-se evident la manca de control que tenia sobre el territori. Així, el 12 de setembre d'aquell mateix any, va escindir la capitania en dues parts, creant-ne la de Minas Gerais separada de São Paulo.